# Janet Conrad
Janet M. Conrad é uma física experimental americana, pesquisadora e professora do MIT. Estuda física de partículas elementares. O seu trabalho centra-se nas propriedades de neutrinos e técnicas para estudá-los. Em reconhecimento a seus esforços, Janet foi laureada com vários prêmios altamente prestigiados durante sua carreira, incluindo o Sloan Research Fellowship,  Guggenheim Fellow, e o prêmio Maria Goeppert-Mayer da American physical Society.

## Educação
Janet obteve o título de bacharel em física no Swarthmore College em 1985. Em seguida, transferiu-se para a Universidade de Oxford, onde completou seu mestrado em física de altas energias como membro da European Muon Collaboration  em 1987, em seguida, transferiu-se para a Universidade de Harvard onde concluiu seu doutorado também em física de altas energias em 1993.. 

## Carreira
Depois de seu segundo ano de faculdade em Swarthmore, Conrad  passou suas férias de verão em Cambridge, Massachusetts trabalhando com Francis Pipkin na universidade de Harvard, por sugestão de seu tio. No verão seguinte, Conrad trabalhou com ele no Fermilab.
Depois de se graduar em Harvard em 1993, Conrad trabalhou  de pós-doutorado pesquisador associado no Nevis Laboratórios, operado pela Universidade de Columbia.  Em 1995, ingressou nop departamento de física de Columbia como professora assistente. Em 1996 foi premiada DOE Outstanding Junior Investigator Award por um estudo intitulado Construction of a Decay Channel for the NuTeV Experiment at Fermilab
.  Ela ganhou o título de professora do quadro permanente de Columbia em 1999.
Em 2002, foi nomeada pela Divisão de Partículas e Campos da American physical Society como membro desta organização por sua liderança na física experimental de neutrinos, particularmente por iniciar e conduzir o experimente de decaimento de canal NuTeV e o experimento das oscilações de neutrino Mini-Boone. 
Entre 2005 e 2008, Janet foi membro de distinção de associação da Universidade de Columbia e foi promovida para cadeira de Walter O. Lecroy em 2006 . 
Em 2008 Janet deixa Columbia para ingressar como professora no Departamento de Física do Instituto de Tecnologia de Massachusetts (MIT). 